# Mary E. Sweeney
Mary E. Sweeney (11 de octubre de 1879 - 11 de junio de 1968) era una profesional de economía doméstica y dirigía la Sección de Economía Doméstica de la Administración Alimentaria de Estados Unidos durante la Primera Guerra Mundial. Sweeney era la presidenta de la Asociación Americana de Economía Doméstica.
Nació en Lexington, Kentucky, el 11 de octubre de 1879, hija del Dr. W. O. Sweeney y Margaret Prewitt Sweeney. Mary E. Sweeney estudió en Universidad Transilvania donde tituló en 1899. Realizó un Máster en Ciencias de la Universidad de Kentucky y otro en 1912 en la Universidad de Columbia.

## Trayectoria hacia su carrera de economía doméstica
Con la Ley Morrill en 1862, las "artes mecánicas" se convertían en un importante movimiento de reforma curricular para EE. UU., ofreciendo un mayor acceso a la educación, que hasta entonces se había centrado en preparar a jóvenes varones para profesiones de "cuello blanco" (trabajos de oficina). Las escuelas superiores agrarias subvencionadas poco a poco abrieron sus puertas a mujeres con la expectativa de convertirlas en mejores gestoras domésticas. A finales del siglo XIX los cursos en "Ciencias Domésticas" se popularizaron. Junto a las reformas sociales y en el ámbito de la salud pública durante la era progresista, este movimiento de reforma educativa para las chicas y las mujeres rurales se denominó economía doméstica. En 1908 la Asociación Americana de Economía Doméstica  se formó a partir de una serie de reuniones anuales en Lake Placid, Nueva York. Esta organización presionó a gobiernos federales y estatales para iniciar investigaciones en economía doméstica y enseñar oportunidades, especialmente centradas en servicios agrícolas complementarios. Durante el siglo XX los economistas domésticos contribuyeron en debates políticos sobre bienestar social, nutrición, desarrollo infantil, alojamiento, protección y asesoramiento del consumidor, así como a la estandarización de productos de consumo. La aplicación de estudios científicos en varias disciplinas industriales y académicas, incluyendo economía y salud familiares, jugó un papel importante a la hora de crear una higiene moderna, prácticas médicas nutricionales y científicas para niños.

## Carrera en economía doméstica
Sweeney enseñaba física y química en Campbell-Hagerman College antes de trabajar en la Universidad de Kentucky como especialista en el Departamento de Economía Doméstica.  Después de cinco años de trabajo en el Kentucky rural, donde había implantado comidas escolares calientes y clases de cocina y costura en la educación primaria y secundaria, ascendió a jefa del Departamento de Economía Doméstica en la Escuela de Agricultura en 1913. Fue la primera decana de universidad de la nueva Escuela de Economía Doméstica que fue fundada en 1916. Sweeney escribió que este paso de convertir el Departamento de Economía Doméstica en una escuela universitaria independiente era "el paso más grande y más progresista para los intereses de las mujeres de Kentucky." En su opinión una titulación de la nueva escuela universitaria estaba al mismo "rango con el hombre que se gradúa en derecho o medicina." Un año más tarde la nueve Escuela Universitaria de Economía Doméstica de la Universidad de Kentucky fue nuevamente reintegrada en la Escuela de Agricultura y quedó bajo la jefatura de un decano masculino.
En 1917 Sweeney fue nombrada presidenta de economía doméstica de la Administración Alimentaria de EE. UU. en Washington D. C., donde enseñaba a los ciudadanos sobre el racionamiento de alimentos durante la guerra. Se fue con su hermana Sunshine Sweeney en la caída de 1917 para trabajar como empleada de cantina con el ejército de EE. UU. en Francia con el YMCA y el ejército de ocupación en Alemania.
En 1920 Sweeney se convirtió en Decano de Ecología Humana en la Escuela Universitaria de Agricultura de Míchigan (ahora Universidad Estatal de Míchigan), y en ese mismo año fue elegida presidenta de la Asociación Americana de Economía Doméstica, la cual fue iniciada en 1909 por Ellen Trago Richards. Regresó a la Universidad de Kentucky en 1923, pero en 1925 se marchó para convertirse en jefa del Departamento de Crecimiento Físico y Desarrollo de la Escuela Merrill Palmer (más tarde Instituto) en Detroit, Míchigan. Colaboró con la Cruz Roja Americana y las escuelas públicas de Detroit para mejorar el cuidado y la nutrición de los niños que vivían en la ciudad, centrándose especialmente en la educación de chicas jóvenes, quienes eran enviadas a internados o estudiaban en escuelas de educación continua. Un modelo para laboratorios de desarrollo infantil, la investigación y programas modelo salieron de esta institución que finalmente se dedicó al desarrollo de estándares nacionales para el programa federal Head Start. En 1928 Sweeney se convirtió en subdirectora y recclutó al único estudiante negro de la escuela, Ethel Childs Baker, durante una ausencia de la directora fundadora, Edna Noble Blanco.  Allí Sweeney continuó su trabajo de investigación, enseñanza y escribiendo sobre nutrición y desarrollo del niño hasta su jubilación en 1946.
En 1939 pasó tres meses en la India, aprendiendo sobre sus costumbres y política. Recibió una mención por parte del Ejército de los EE. UU. por su valentía durante la Segunda Guerra Mundial. Después de la guerra Sweeney sirvió como Delegada Norteamericana en la Conferencia Misionera Internacional en Madras, India. La All-India Womens's Conference y el Instituto Tata de Ciencias Sociales la invitó para regresar a la India en 1948 y el Departamento Estatal de EE. UU. de Intercambio Internacional de Personas apoyó su viaje como asesora en colaboración con misiones agrícolas. Además trabajó en China como asesora sobre el bienestar del niño.
Sweeney también impartió clases en Mississipi Southern College, Hattiesburg.
En 1958 la Casa de Administración Doméstica de la Universidad de Kentucky en 644 Maxwelton Court fue nombrada en honor a Sweeney. Las mujeres mayores vivirían en la casa durante seis semanas para aprender cómo utilizar electrodomésticos modernos.
Mary E. Sweeney fue incluida en la Sala de Alumnos de Honor Archivado el 24 de septiembre de 2016 en Wayback Machine. en la Universidad de Kentucky en febrero de 1965.

## Organizaciones
Sweeney era un miembro de y a menudo tomó funciones de liderazgo en muchas organizaciones profesionales y benéficas:
- Academia Americana de Ciencias Políticas y Sociales
- Asociación Americana de Mujeres Universitarias
- Sociedad Bioquímica Americana (Vicepresidenta de honor)
- Sociedad Química Americana
- Asociación de Economía Doméstica (Presidenta y secretaria ejecutiva)
- Comité de Hábitos Alimentarios para los Consejo de Investigación de Estados Unidos
- Kappa Kappa Gamma
- Federación de Kentucky de los Clubes de Mujeres
- Sociedad del Desarrollo en Ciencia
- Sociedad de Investigación en el Desarrollo Infantil

## Publicaciones

### Revistas
- Sweeny, Mary E. (marzo de 1921). "A Call to Service". Bulletin of the American Home Economics Association. «A Call to Service». Bulletin of the American Home Economics Association 7 (1): 1-2. marzo de 1921. (1): 1-2.

- Sweeny, Mary E. (noviembre 1922). "The President's Address: Proceedings of the Fifteenth Annual Meeting of the American Home Economics Association, Corvallis, Oregon, agosto 1-5, 1922". Journal of Home Economics. «The President's Address: Proceedings of the Fifteenth Annual Meeting of the American Home Economics Association, Corvallis, Oregon, August 1-5, 1922». Journal of Home Economics 14 (11): 519-22. noviembre de 1922. (11): 519–22.
- Sweeny, Mary E. (octubre 1923). "Report of Executive Secretary". Journal of Home Economics. «Report of Executive Secretary». Journal of Home Economics 15 (10): 671-78. octubre de 1923. (10): 671–78.
- Sweeny, Mary E. (June 1927). "Some Observations on the Feeding of Young Children". Some Observations on the Feeding of Young Children 19 (6). junio de 1927. pp. 307-12. (6): 307–12.
- Sweeny, Mary E.; et al. (septiembre 1929). "A Method for Studying the Activity of Preschool Children". Journal of Home Economics. «A Method for Studying the Activity of Preschool Children». Journal of Home Economics 21 (9): 671-78. septiembre de 1929.  (9): 671–78.

'
- Sweeny, Mary E. (junio 1931). "Anna Richardson, the Woman". Journal of Home Economics. «Anna Richardson, the Woman». Journal of Home Economics 23 (6): 518-19. junio de 1931.  (6): 518–19.

### Libros
- Sweeney, Mary E., jefa del Departamento de Economía Doméstica, Universidad de Kentucky; Purnell, Linda B., auxiliar comida y nutrición, Universidad de Kentucky (1918). War cook book. Louisville KY: Mayes Print. Co.
- Sweeny, Mary E.; et al. (1929). A method of recording the posture of preschool children. Detroit, MI: Merrill-Palmer Institute.
- Rand, Winifred; Sweeny, Mary E.; Vincent, Elizabeth Lee (1930). Growth and development of the young child. Philadelphia and London: W.B. Saunders Co.
- Sweeny, Mary E.; Breckenridge, Marian E. (1936). How to feed children in nursery schools: with suggestions for planning meals wherever two-to five-year-olds eat together. Detroit, MI: Merrill-Palmer Institute.

## Muerte
Mary E. Sweeney murió el 11 de junio de 1968 y está enterrada en el cementerio Lexington en Lexington, Kentucky.